# UFC Fight Night: Bisping vs. Le
UFC Fight Night: Bisping vs. Le foi um evento de artes marciais mistas promovido pelo Ultimate Fighting Championship, ocorrido em 23 de agosto de 2014 na CotaiGrandArena em Cotai, Macau. O evento foi transmitido no UFC Fight Pass para os EUA.

## Background
Essa foi a terceira visita do UFC Macau (as anteriores foram o UFC on Fuel TV: Franklin vs. Le e UFC Fight Night: Kim vs. Hathaway).
O evento principal foi a luta pelo Peso-Médio, entre o inglês Michael Bisping e o vietnamita Cung Le.
Hector Lombard enfrentaria Dong Hyun Kim no evento, porém, uma lesão o tirou do evento e ele foi substituído por Tyron Woodley.
Era esperado que Sheldon Westcott enfrentasse Alberto Mina, no entanto, uma lesão o tirou da luta, sendo substituído por Shinsho Anzai.

## Card Oficial
Nota 1 Final do TUF China no peso-pena.

## Bônus da Noite
- Luta da Noite: Não houve prêmios de luta da noite
- Performance da Noite:  Michael Bisping,  Tyron Woodley,  Alberto Mina e  Ulka Sasaki

## Ligações Externas
1. ↑  Nota 1